# العلاقات الفرنسية الكولومبية
العلاقات الفرنسية الكولومبية هي العلاقات الثنائية التي تجمع بين فرنسا وكولومبيا.

## مقارنة بين البلدين
هذه مقارنة عامة ومرجعية للدولتين:
| وجه المقارنة                                              | فرنسا                                                    | كولومبيا        |
| --------------------------------------------------------- | -------------------------------------------------------- | --------------- |
| المساحة (كم2)                                             | 643.80 ألف                                               | 1.14 مليون      |
| عدد السكان (نسمة)                                         | 67.12 مليون                                              | 49.07 مليون     |
| الكثافة السكانية (ن./كم²)                                 | 104.26                                                   | 43.04           |
| العاصمة                                                   | باريس                                                    | بوغوتا          |
| اللغة الرسمية                                             | لغة فرنسية                                               | اللغة الإسبانية |
| العملة                                                    | يورو، فرنك س ف ب، فرنك فرنسي، Livre tournois ‏            | بيزو كولومبي    |
| الناتج المحلي الإجمالي (بليون دولار)                      | 2.58 تريليون                                             | 309.19 مليار    |
| الناتج المحلي الإجمالي (تعادل القوة الشرائية) بليون دولار | 2.87 تريليون                                             | 724.96 مليار    |
| الناتج المحلي الإجمالي الاسمي للفرد دولار أمريكي          | 36.20 ألف                                                | 7.60 ألف        |
| الناتج المحلي الإجمالي للفرد دولار أمريكي                 | 39.33 ألف                                                | 13.36 ألف       |
| مؤشر التنمية البشرية                                      | 0.888                                                    | 0.720           |
| رمز المكالمات الدولي                                      | +33                                                      | +57             |
| رمز الإنترنت                                              | .fr، .bzh ‏، .tf، .re، .wf، .yt، .pm، .paris              | .co             |
| المنطقة الزمنية                                           | أوروبا/باريس ‏، توقيت وسط أوروبا، توقيت وسط أوروبا الصيفي | 00              |

## مدن متوأمة
في ما يلي قائمة باتفاقيات التوأمة بين مدن فرنسية وكولومبية:
- ترتبط نيس مع كارتاهينا باتفاقية توأمة منذ 1958.

## منظمات دولية مشتركة
يشترك البلدان في عضوية مجموعة من المنظمات الدولية، منها:
| علم المنظمة | اسم المنظمة                               | تاريخ انضمام فرنسا | تاريخ انضمام كولومبيا |
| ----------- | ----------------------------------------- | ------------------ | --------------------- |
|             | مؤسسة التنمية الدولية                     | 30 ديسمبر 1960     | 16 يونيو 1961         |
|             | يونسكو                                    | 4 نوفمبر 1946      | 31 أكتوبر 1947        |
|             | وكالة ضمان الاستثمار متعدد الأطراف        | 28 ديسمبر 1989     | 30 نوفمبر 1995        |
|             | حلف شمال الأطلسي                          | 4 أبريل 1949       | ?                     |
|             | الأمم المتحدة                             | 24 أكتوبر 1945     | 5 نوفمبر 1945         |
|             | الفريق المعني برصد الأرض                  | ?                  | ?                     |
|             | الاتحاد البريدي العالمي                   | ?                  | ?                     |
|             | البنك الدولي للإنشاء والتعمير             | 27 ديسمبر 1945     | 24 ديسمبر 1946        |
|             | المنظمة الهيدروغرافية الدولية             | ?                  | ?                     |
|             | الاتحاد الدولي للاتصالات                  | 1866               | 25 أغسطس 1914         |
|             | منظمة حظر الأسلحة الكيميائية              | ?                  | ?                     |
|             | مؤسسة التمويل الدولية                     | 20 يوليو 1956      | 20 يوليو 1956         |
|             | المركز الدولي لتسوية المنازعات الاستشارية | 20 سبتمبر 1967     | 14 أغسطس 1997         |
|             | منظمة التجارة العالمية                    | 1995               | ?                     |
|             | منظمة الشرطة الجنائية الدولية             | ?                  | ?                     |

## أعلام
هذه قائمة لبعض الشخصيات التي تربطها علاقات بالبلدين:
- ألفريدو دي ستيفانو (لاعب كرة قدم أرجنتيني، 4 يوليو 1926[22][23][24] – 7 يوليو 2014[22][24][25])
- إنجريد بيتنكور (25 ديسمبر 1961[26][27] – )
- ماريو يبيس (لاعب كرة قدم أرجنتيني، 13 يناير 1976[28] – )

## وصلات خارجية
- موقع وزارة الخارجية الفرنسية